# Myles Garrett
Pour les articles homonymes, voir Garrett.
(en) Statistiques sur pro-football-reference
Myles Garrett, né le 29 décembre 1995 à Arlington dans l'État du Texas, est un sportif professionnel américain de football américain jouant au poste de defensive end. dans la National Football League (NFL) depuis la saison 2017
Après trois saisons universitaires passées dans la NCAA Division I FBS où il joue pour les Aggies de l'université A&M du Texas, il est sélectionné en première choix global lors de la draft 2017 de la NFL par la franchise des Browns de Cleveland.

## Biographie

### Jeunesse
Né à Arlington au Texas, Myles Garrett grandit dans sa ville natale où il devient un sportif accompli dans plusieurs sports et notamment au football américain, au basket-ball et en athlétisme. Il réalise des performances de 16,01 mètres au lancer du poids et 50,84 mètres au lancer du disque. À la sortie du lycée, il est considéré comme le deuxième meilleur joueur de football américain du pays et le premier à son poste.

### Carrière universitaire
Lors de sa première saison universitaire avec les Aggies de Texas A&M, Garrett bat le record de sacks pour un débutant universitaire de Texas A&M après seulement six rencontres. Il termine la saison avec 11½ sacks, battant le précédent record détenu par Jadeveon Clowney. Sélectionné dans la meilleure équipe de débutants universitaires de la conférence SEC et des États-Unis, Myles Garrett termine la saison avec 53 plaquages au total dont 14 pour perte.
Après sa première saison universitaire, il se fait opérer d'une blessure aux ligaments de la main, blessure avec laquelle il a joué une grande partie de l'année. Myles Garrett continue sa campagne universitaire de la même manière en 2015, ajoutant aux 12 sacks et 57 plaquages, une interception contre les Crimson Tide de l'Alabama. Il est désigné dans la meilleure équipe universitaire de l'année.
Dans sa troisième saison universitaire, Garrett est limité par une blessure. Il manque deux rencontres pour une entorse de la cheville gauche provoquée par un blocage bas d'un joueur des Razorbacks de l'Arkansas,. Il est néanmoins considéré comme l'un des meilleurs joueurs universitaires de la saison.
Le 1er janvier 2017, il se déclare pour la draft 2017 de la NFL.

### Carrière professionnelle
Lors du combine de la NFL, Myles Garrett confirme les attentes émises en lui avec un sprint rapide et une bonne performance au développé couché,,.
| Taille              | Poids            | Bras           | Main           | Sprint   | Sprint   | Sprint   | Shuttle 20 yards | 3 cones drill | Détente        | Détente             | Développé couché | Test Wonderlic |
| Taille              | Poids            | Bras           | Main           | 40 yards | 10 yards | 20 yards | Shuttle 20 yards | 3 cones drill | verticale      | horizontale         | Développé couché | Test Wonderlic |
| 1,94 m (6 ft 4½ in) | 123 kg (272 lbs) | 90 cm (35¼ in) | 26 cm (10¼ in) | 4,64 s   | 1,63 s   | 2,68 s   | -                | -             | 104 cm (41 in) | 3,25 m (10 ft 8 in) | 33               | 31             |

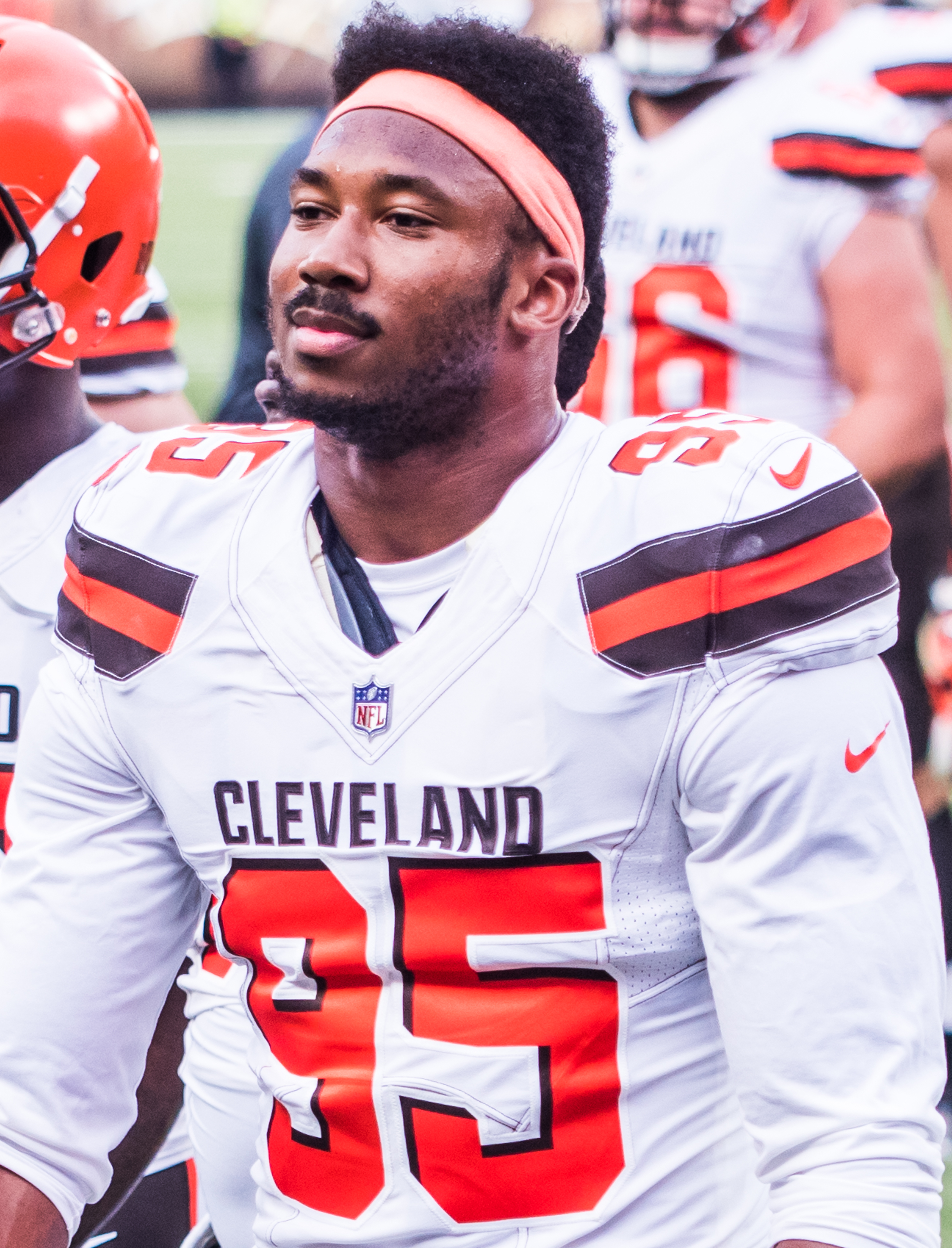
Myles Garrett en 2018.

Garrett est unanimement considéré comme le futur premier choix de la draft 2017,. Les Browns de Cleveland, possesseurs du premier choix lors de la draft, organisent un entraînement particulier avec Garrett. Le 27 avril, les Browns le sélectionnent au premier rang lors de la draft.
Lors du match contre les Steelers de Pittsburgh en 11e semaine de la saison 2019, un incident oppose Garret au quarterback Mason Rudolph alors qu'il ne reste que huit secondes de temps de jeu et que le score est acquis. Après que Mason ait effectué une passe vers son running back Trey Edmunds (en), Garrett entraîne le quarterback au sol et l'y maintient. Pendant que Garrett le plaque au sol, Rudolph tire sur le casque de Garrett. En se relevant, Garrett saisi la grille du casque de Rudolph et parvient à le lui enlever bien que les linemans offensif Maurkice Pouncey et David DeCastro des Steelers aient tenté de l'en empêcher en le repoussant. Rudolph charge ensuite Garrett. Celui-ci tenant le casque de Rudolph en main, Garrett le frappe à la tête avec le dessous du casque. Une bagarre se déclenche entre Garrett, Pouncey et le defensive tackle Larry Ogunjobi des Browns. Pouncey frappe et donne un coup de pied à Garrett tandis qu'Ogunjobi pousse Rudolph sans casque au sol alors qu'il s'était retiré de la bagarre. Les trois joueurs sont expulsés par l'arbitre du match.
L'attitude de Garrett a été remise en question par son propre entraîneur et par son quarterback lors des interviews d'après le match, le quarterback des Browns Baker Mayfield estimait l'action de Garrett « inexcusable » alors que l'entraîneur Freddie Kitchens (en) se montrait très embarrassé. Garrett s'est ensuite excusé pour ses actions, qu'il a qualifiées de « stupides » et « hors de caractère », tout en remerciant les joueurs qui l'ont « soutenu ».
Le lendemain du match, Garrett est suspendu pour une durée indéterminée par la NFL, qui lui fera manquer au minimum le restant de la saison 2019 même si cette suspension peut faire l'objet d'un appel et qu'il devra rencontrer ensuite le commissaire Roger Goodell de la NFL avant d'être éventuellement réintégré pour la saison 2020. Si cette suspension est maintenue, elle deviendra la deuxième suspension la plus longue de l'histoire de la NFL pour mauvaise conduite sur le terrain et la plus longue à la suite d'un seul incident dans le jeu. Le seul joueur à avoir été suspendu pour une période plus longue est le linebacker Vontaze Burfict qui a été suspendu pour les 12 derniers matchs de la saison 2019 en raison de nombreuses violations des règles de sécurité des joueurs. Garrett affirme que sa réaction à l'encontre de Rudolph est due aux insultes à caractère raciste que le quarterback des Steelers aurait proférées à son égard pendant la bagarre, ce que Rudolph pour sa part dément avoir proféré de telles insultes.
Sa suspension est levée en février 2020. Les Browns activent l'option de cinquième année du contrat rookie de Garrett et le 15 juillet 2020, il signe avec Cleveland un nouveau contrat d'un montant de 125 millions de dollars pour une durée de cinq ans.
Il est désigné meilleur défenseur du mois d'octobre en AFC après avoir totalisé six sacks, 14 plaquages dont quatre pour perte et forcé deux fumbles. Au terme de la saison, il est sélectionné dans l'équipe All-Pro 2020 en compagnie de ses équipiers Jack Conklin, Joel Bitonio et Wyatt Teller,.
En 3e semaine de la saison 2021, lors de la victoire 26 à 6 contre les Bears, Garrett réussit 4½ sacks sur le quarterback rookie Justin Fields. améliorant ainsi le record de la franchise du plus grand nombre de sack effectué en un match qui était détenu par Andra Davis. Cette performance lui vaut d'être désigné meilleur défenseur de la semaine en AFC.
En 14e semaine contre les Ravens, Garrett réussit son 15e sack de la saison battant le record des Browns du plus grand nombre de sacks effectués sur une saison précédemment détenu par Reggie Camp. Il réalise ce record après avoir disputé 13 des 17 matchs de la saison. 
Garrett porte ce record à 16 sacks en fin de saison. Il est à nouveau sélectionné pour le Pro Bowl 2022 et dans l'équipe All-Pro 2021.

## Statistiques
| Année       | Équipe              | Statut      | MJ |       | Plaquages | Plaquages | Plaquages | Plaquages |       | Interceptions | Interceptions | Interceptions | Interceptions |  | Fumbles | Fumbles |
| Année       | Équipe              | Statut      | MJ | Total | Seul      | Ast.      | Sacks     | Nb.       | Yards | Déf.          | TD            | Nb.           | Rec.          |  |         |         |
| 2014        | Aggies de Texas A&M | Fr.         | 11 | 49    | 26        | 23        | 11,0      | 0         | 0     | 1             | 0             | 0             | 0             |  |         |         |
| 2015        | Aggies de Texas A&M | So.         | 13 | 59    | 37        | 22        | 11,5      | 1         | 4     | 2             | 0             | 5             | 0             |  |         |         |
| 2016        | Aggies de Texas A&M | Jr.         | 10 | 33    | 18        | 15        | 08,5      | 0         | 0     | 2             | 0             | 2             | 1             |  |         |         |
| Totaux NCAA | Totaux NCAA         | Totaux NCAA | 34 | 141   | 81        | 60        | 31,0      | 1         | 4     | 5             | 0             | 7             | 1             |  |         |         |

| Année      | Équipe              | MJ |       | Plaquages | Plaquages | Plaquages | Plaquages |       | Interceptions | Interceptions | Interceptions | Interceptions |  | Fumbles | Fumbles |
| Année      | Équipe              | MJ | Total | Seul      | Ast.      | Sacks     | Nb.       | Yards | Déf.          | TD            | Nb.           | Rec.          |  |         |         |
| 2017       | Browns de Cleveland | 11 | 31    | 19        | 12        | 07,0      | 0         | 0     | 1             | 0             | 1             | 1             |  |         |         |
| 2018       | Browns de Cleveland | 16 | 44    | 35        | 09        | 13,5      | 0         | 0     | 3             | 0             | 3             | 0             |  |         |         |
| 2019~      | Browns de Cleveland | 10 | 29    | 20        | 09        | 10,0      | 0         | 0     | 0             | 0             | 2             | 0             |  |         |         |
| 2020       | Browns de Cleveland | 14 | 48    | 33        | 15        | 12,0      | 0         | 0     | 2             | 0             | 4             | 2             |  |         |         |
| 2021       | Browns de Cleveland | 17 | 51    | 33        | 18        | 16,0      | 0         | 0     | 3             | 0             | 1             | 2             |  |         |         |
| Totaux NFL | Totaux NFL          | 68 | 203   | 140       | 63        | 58,5      | 0         | 0     | 9             | 0             | 11            | 4             |  |         |         |

~ : Garrett a été suspendu pour une durée indéterminée après le match de la semaine 11 de la saison 2019 pour inconduite sur le terrain. 
| Année      | Équipe              | MJ |       | Plaquages | Plaquages | Plaquages | Plaquages |       | Interceptions | Interceptions | Interceptions | Interceptions |  | Fumbles | Fumbles |
| Année      | Équipe              | MJ | Total | Seul      | Ast.      | Sacks     | Nb.       | Yards | Déf.          | TD            | Nb.           | Rec.          |  |         |         |
| 2020       | Browns de Cleveland | 2  | 3     | 3         | 0         | 1,0       | 0         | 0     | 0             | 0             | 0             | 0             |  |         |         |
| Totaux NFL | Totaux NFL          | 2  | 3     | 3         | 0         | 1,0       | 0         | 0     | 0             | 0             | 0             | 0             |  |         |         |